# Libeert
Libeert (anciennement Italo Suisse et ISIS) est un producteur de chocolat belge fondé par Joseph Dequeker en 1923, situé à Comines-Warneton. L'entreprise produit plus de 5 000 tonnes de chocolat par an, avec un chiffre d'affaires d'environ 35 millions d'euros,.

## Histoire

### Premières années
Après avoir visité l'Italie et la Suisse et découvert l'artisanat du chocolat, Joseph Dequeker fonde Italo Suisse en 1923 à Izegem, en Belgique. Soi-disant, de nombreux habitants le connaissaient sous le nom de « La Petite chocolaterie ». Dans les années 1930, l'exploitation est légèrement déplacée vers l'ouest d'Izegem à Roulers.

### Déplacement d'emplacement
À un moment donné, Libeert déplace son siège vers le sud dans la commune frontalière de Comines-Warneton.

### Changements de nom
En 2013, sous le nom d'Italo Suisse, la société change son nom pour ISIS, un acronyme du nom précédent répété deux fois et d'après la déesse égyptienne Isis. En effet, le public les confondaient avec une autre société italienne ou suisse en raison de leur nom ambigu. Cependant, une baisse des ventes est observée dans le monde anglophone à cause de ce nouveau nom qui se rapproche de l'État islamique. La société perd entre 50 000 et 100 000 €,. Ainsi, en 2014, ils adoptent un nouveau nom, celui de la  famille propriétaire de l'entreprise,,.